# Alexander Alexandrowitsch Jelenkin
Alexander Alexandrowitsch Jelenkin (russisch Александр Александрович Еленкин), * 1873 in Warschau; † 1942 in Kasan oder Sankt Petersburg, in Publikationen meist Alexander Elenkin umschrieben,  war ein russischer Lichenologe (Flechtenkundler). Er schloss sein Studium der Botanik an der Universität Warschau im Jahr 1893 ab. 1898 wurde er dort wissenschaftlicher Assistent. 1899 wurde er zum Konservator und Direktor der Kryptogamen-Abteilung am Kaiserlichen Botanischen Garten in Sankt Petersburg ernannt. Mit dem 1931 erfolgten organisatorischen Zusammenschluss des Botanischen Gartens mit dem Botanischen Institut wurde Jelenkin zum Professor ernannt. Er gilt als „Vater der russischen Lichenologie“.
Das Autorenkürzel Elenkin wird benutzt, wenn diese Person als Autor der Erstbeschreibung eines bisher unbekannten Lebewesens gemeint ist.